# Политичка корупција
Политичка корупција је употреба моћи од стране владиних званичника у сврху незаконите личне добити. Нелегални чин неког службеника представља политичку корупцију само ако је тај чин директно повезан са њиховим службеним дужностима, ако је учињен прекорачењем овлашћења или укључује трговину утицаја.
Облици корупције се разликују, али укључују мито, изнуду, кронизам, непотизам, парохијализам, покровитељство, коришћење положаја или политичког утицаја у нечије име у замену за новац, уцену и проневеру. Корупција може да олакша криминалне подухвате као што су трговина дрогом, прање новца, и трговина људима, мада није ограничена на ове активности. Злоупотреба моћи владе у друге сврхе, као што су репресија над политичким противницима и општа полицијска бруталност, такође се сматрају политичком корупцијом. Случај Масиулис је типичан пример политичке корупције.
Активности које чине нелегалну корупцију разликују се у зависности од земље или надлежности. На пример, неке праксе политичког финансирања које су легалне на једном месту могу да буду нелегалне на неком другом. У неким случајевима, владини званичници имају широка или лоше дефинисана овлашћења, што отежава да се направи разлика између легалних и илегалних поступака. Широм света, процењује се да само мито обухвата преко једног трилиона америчких долара годишње. Стање неконтролисане политичке корупције познато је као клептократија, што дословно значи „владавина лопова”.
Неки облици корупције – који се сада називају „институционална корупција” – разликују се од мита и осталих врста очигледне личне користи. Сличан проблем корупције настаје у било којој институцији која зависи од финансијске подршке људи који имају интересе који могу да буду у сукобу са примарном сврхом институције.

## Ефекти

### Ефекти на политику, администрацију и институције
У политици, корупција поткопава демократију и добру владавину омаловажавањем или чак подривањем формалних процеса. Корупција на изборима и у законодавству умањује одговорност и искривљује представљање у стварању политике. Корупција у правосуђу прави нагодбу са владавином права, а корупција у јавној администрацији за резултат има неефикасно обезбеђивање услуга. Крши основни принцип републиканства у погледу централности грађанске врлине.
Општије, корупција урушава капацитет владе ако су занемарене процедуре, ресурси потрошени, а јавне канцеларије купљене и продате. Корупција подрива легитимност владе и такве демократске вредности као што су поверење и толеранција. Скорашњи докази показују да варијација у нивоима корупције међу демократијама са високим приходима могу значајно да се разликују у зависности од нивоа одговорности доносилаца одлука. Докази из крхких држава такође показују да корупција и мито могу негативно да утичу на поверење у институције.
Корупција такође може да утиче на владине законске мере у вези са робом и услугама. Она увећава цену робе и услуга које увећавају губитак ефикасности. У одсуству корупције, владини пројекти могу да буду ефикасни што се тиче њихове праве цене, међутим, када се једном укључе трошкови корупције, пројекти можда неће бити ефикасни по питању цене, тако да се не извршавају извртањем одредби о роби и услугама.

### Економски ефекти
У приватном сектору, корупција увећава цену посла кроз цену самих незаконитих исплата, управљање ценом преговарања са званичницима и ризик прекршених уговора или детекцију. Мада неки тврде да корупција умањује цену тако што смањује бирократију, доступност мита такође може службенике да подстакне да смисле нова правила и кашњења. Отворено уклањање скупих и компликованих правила је боље од тајног допуштања да буду заобиђена употребом мита. Тамо где корупција надува цену посла, она такође искривљује поље испитивања и деловања, штитећи фирме са везама од такмичења и на тај начин подржава неефикасне фирме..
Корупција има директан утицај на ефективну маргиналну пореску стопу фирме. Подмићивање пореских службеника може да смањи плаћање пореза фирме ако је маргинална стопа мита испод званичне маргиналне пореске стопе. Међутим, у Уганди, подмићивања имају већи негативни утицај на активност фирме од пореза. Заиста, повећање од једног процентног поена умањује годишњи раст фирме за три процентна поена, док повећање за један процентни поен пореза умањује раст фирме за један процентни поен.
Корупција такође ствара економско искривљивање у јавном сектору тако што преусмерава јавне инвестиције у капиталне пројекте где има пуно мита. Службеници могу да увећају техничку сложеност пројеката јавног сектора да би прикрили или утрли пут за такве послове, још више изврћући инвестиције на тај начин. Корупција такође снижава усаглашеност са правилима у грађевинарству, заштити средине, или другим областима, смањује квалитет владиних услуга и инфраструктуре, и увећава буџетске притиске на владу.
Економисти тврде да је један од фактора иза различитог економског развоја у Африци и Азији је што је у Африци корупција примарно узела облик извлачења ренте са резултујућим финансијским капиталом пренетим преко океана пре него да буде инвестиран код куће (отуда стереотипна, али често тачна слика афричких диктатора који имају рачуне у швајцарским банкама). У Нигерији су, на пример, нигеријске вође украле више од 400 милијарди долара из трезора између 1960. и 1999. године.
Истраживачи Универзитета Масачусетса Амхерст проценили су да је од 1970. до 1996. године, из тридесет суб-сахарских држава изнето око 187 милијарди долара, што је било више од спољашњих дугова тих држава. (Резултати, изражени у заосталим или потиснутим развојем, обликовани су у теорији од стране економисте Манкура Олсона.) У случају Африке, један од фактора оваквог понашања била је политичка нестабилност и чињеница да су нове владе често конфисковале имовину претходних влада стечену корупцијом. Ово је храбрило званичнике да своје богатство склоне у иностранству, ван домашаја било какве будуће експропријације. Као контраст овоме, азијске владе попут Сухартовог Новог поретка често су узимале свој део од пословних трансакција или омогућавале услове за развој, кроз инфраструктурне инвестиције, закон и поредак, итд.

### Утицаји на средину и друштво
Корупција је често најочигледнија у земљама са најмањим приходом по глави становника, која се ослања на страну помоћ за здравствену службу. Локално политичко пресретање донираног новца с друге стране океана је поготово преовлађујуће у суб-сахарским народима, где је у извештају Светске банке за 2006. годину наведено да око половине фондова који су донирани за здравство никада нису инвестирани у здравствене секторе, нити су дати онима којима је потребна медицинска пажња.
Уместо тога, донирани новац је потрошен кроз „прокријумчарену дрогу, извлачење дроге на црно тржиште, и исплате непостојећим запосленима”. Коначно, постоји довољна количина новца за здравство у земљама у развоју, али локална корупција широком становништву одриче ресурсе које оно захтева.
Корупција подржава уништавање средине. Док корумпирана друштва могу да имају формално законодавство које штити околину, оно не може да буде спроведено ако званичници лако могу да буду подмићени. Исто важи и за заштиту друштвених права радника, спречавање стварања синдиката и дечији рад. Кршење ових закона о правима омогућава корумпираним земљама да остваре незакониту економску предност на међународном тржишту.
Економиста и добитник Нобелове награде, Амартија Сен приметио је да „не постоји нешто као аполитични проблем са храном”. Док се суша и други природни догађаји могу да изазову услове глади, владино деловање или не деловање је то које одређује њену жестину, па чак и да ли ће се глад десити или не.
Владе са јаком тежњом ка клептократији могу да подрију сигурност по питању хране чак и када су жетве добре. Званичници често краду државно власништво. У Бихару у Индији, више од 80% смањене помоћи у храни сиромашнима украду корумпирани званичници  . Слично томе, помоћ у храни често опљачкају владе, криминалци и људи налик господарима рата, и продају је за профит. Двадесети век је препун многих примера влада које подривају сигурност својих народа по питању хране – понекад намерно.

### Ефекти на хуманитарну помоћ
Степен хуманитарне помоћи сиромашним и нестабилним регионима у свету расте, али је изузетно рањива што се тиче корупције, а помоћ у храни, грађевинарству и осталим високо вреднованим врстама помоћи као најризичнијим . Помоћ у храни може да буде директно и физички преусмерена са намењеног одредишта, или индиректно кроз манипулацију постигнућа, циљања, регистрацију и дистрибуцију да се фаворизују извесне групе или појединци.
У грађевинарству и уточиштима постоје бројне прилике за изврдавање и профитирање кроз рад испод стандарда, подмићивање при отписивању уговора и фаворизовање провизијом вредног материјала за склоништа . И тако, док су агенције за хуманитарну помоћ обично најзабринутије због скретања помоћи тако што се укључује превише њих, сами корисници брину због искључивања . Приступ помоћи може да буде ограничен на оне са везама, оне који дају мито или су присиљени да пружају сексуалне услуге . Такође, они који су у стању да то учине могу да манипулишу статистиком да надују број корисника и исисају додатну помоћ.
Неухрањеност, болест, ране, мучење, узнемиравање специфичних група у оквиру становништва, нестале особе, вансудска погубљења и насилно пресељење људи се дешавају у многим оружаним сукобима. Поред њихових директних утицаја на дотичне појединце, последице ових трагедија по локалне системе такође мора да се узме у обзир: уништавање усева и места од културне важности, слом економске инфраструктуре и здравствених објеката као што су болнице, итд.

### Остале области: здравство, јавна безбедност, синдикати, итд.
Корупција није специфична за сиромашне, земље у развоју, или транзицији. У западним земљама, случајеви подмићивања и други облици корупције постоје на свим могућим пољима: исплате испод стола чувеним хирурзима од стране пацијената који покушавају да буду на врху листе заказаних операција, мито дат од стране снабдевача у аутомобилској индустрији да би продали конекторе ниског квалитета који се користе, на пример, у сигурносној опреми као што су ваздушни јастуци, мито који су дали снабдевачи произвођачима дефибрилатора (да би продали кондензаторе ниског квалитета), прилози које дају богати родитељи „друштвеном и културном фонду” неког престижног универзитета у замену за то да приме њихову децу, мито дат да би се добила диплома, финансијске и друге предности додељене синдикалцима од стране чланова извршног одбора произвођача аутомобила у замену за положаје и гласове који иду на руку послодавцу, итд. Примерима нема краја.
Ова различита испољавања корупције коначно могу да представљају опасност по јавно здравље. Могу да дискредитују специфичне, виталне институције или друштвене односе. Осипијан је сумирао „студију перцепције корупције међу Русима 2008... Тридесет посто испитаника означило је ниво корупције као веома висок, док је других 44% рекло да је висок. Деветнаест посто ју је сматрало просечном и само 1% ниским. У очима људи, најкорумпиранија је саобраћајна полиција (33%), локалне власти (28%), полиција (26%), здравство (16%), и образовање (15%). Педесет два посто испитаника имало је искуство давања новца или поклона медицинским професионалцима док је 36% дало неформалне исплате наставницима”. Тврдио је да је ова корупција снизила стопу економског раста у Русији, јер студенти који су били хендикепирани овом корупцијом нису могли да усвоје боље радне методе тако брзо, снижавајући на тај начин укупни фактор продуктивности у Русији.
Корупција такође може да утиче на различите компоненте спортских активности (судије, играче, медицинско и лабораторијско особље укључено у анти-допинг контроле, чланове националног спортског савеза и међународне комитете који доносе одлуке о измештању уговора и места на којима се одржавају такмичења).
Постоје случајеви против (чланова) различитих врста непрофитних и невладиних организација, као и верских организација.
Коначно, разлика између корупције у јавном и приватном сектору понекад се чини вештачком, а националним анти-корупцијским иницијативама можда затреба да избегавају легалне и друге рупе у репортажама о инструментима.

## Типови

### Давање мита
У контексту политичке корупције, давање мита може да укључи исплату дату владином званичнику у замену за употребу званичне моћи. Давање мита захтева два учесника: једног који ће дати мито, и једног који ће га примити. Било ко од ове двојице може да иницира корумпирану понуду. На пример, цариник може да захтева мито да би пустио да дозвољена (или забрањена) роба прође, или кријумчар може да понуди мито да би добио слободан пролаз. У неким земљама култура корупције протеже се на сваки аспект јавног живота, чинећи појединцима изузетно тешким да функционишу без давања мита. Мито може да захтева службеник да би урадио нешто за шта је већ плаћен да ради. Такође може да се захтева да би се заобишли закони и правила. Као додатак њиховој улози у приватној финансијској добити, мито се такође користи да се намерно и злонамерно нанесе штета неком другом (нпр. без финансијског подстицаја). У неким земљама у развоју, готово половина становништва је дала мито током последњих дванаест месеци.
Савет Европе прави разлику између активног и пасивног давања мита и инкриминише их као различите преступе:
- активно давање мита може да се дефинише као „обећавање, нуђење или давање од стране било које особе, директно или индиректно, било какве неприкладне предности било ком јавном службенику, себи, да би деловао или се уздржао од деловања у спровођењу својих дужности”. (Члан 2 Конвенције о Кривичном закону о корупцији (ЕТС 173)[18] Савета Европе.
- Пасивно давање мита може да се дефинише као „када је извршен намерно, захтев или признаница од стране било ког (...) јавног службеника, директно или индиректно, било какве неприкладне предности, за себе или било кога другог, или прихватање неке понуде или обећања такве предности, да делује или се уздржи од деловања у спровођењу својих дужности” (Члан 3 Конвенције о Кривичном закону о корупцији (ЕТС 173).[18]

Ово ограђивање има за циљ да учини да рани кораци (нуђење, обећавање, тражење предности) корумпираног посла већ сами по себи буду прекршај и, на овај начин, да јасан сигнал (са становишта политике према криминалу) да подмићивање није прихватљиво. Даље, такво ограђивање чини да процесуирање мита буде лакше пошто може да буде веома тешко да се докаже да су се две стране (давалац и прималац мита) договориле око корумпираног посла. Притом, често нема таквог формалног посла, већ само обострано разумевање, на пример када је уобичајено мишљење у заједници да за добијање дозволе за градњу неко мора да плати „таксу” ономе ко доноси одлуку да би добио повољну одлуку. Радна дефиниција корупције је такође обезбеђена како следи у члану 3 Цивилне законске конвенције о корупцији (ЕТС174). За ову Конвенцију, „корупција” значи захтевање, нуђење, давање или примање, директно или индиректно, мита или било какве друге недоличне предности или богатства, што искривљује исправно спровођење било које дужности или понашања које се захтева од онога ко прима мито, то јест, недоличну предност или богаћење.

### Трговина утицајем
Реформатори попут Американца Џозефа Кеплера приказали су Сенат како га контролишу огромни џакови новца, који представљају националне финансијске трустове и монополе.
Трговина утицајем, или употреба положаја или политичког утицаја у име некога у замену за новац или услугу, односи се на особу која продаје свој утицај на процес доношења одлуке да би корист имала трећа страна (особа или институција). Разлика у односу на подмићивање је у томе што је ово трилатерални однос. Са законске тачке гледишта, улога треће стране (која је мета утицаја) у ствари и није важна, мада она може да буде саучесник у неким случајевима. Може да буде тешко да се направи разлика између овог облика корупције и неких облика екстремног и лабаво регулисаног лобирања где, на пример, творци закона или одлука могу слободно да „продају” свој глас, моћ одлучивања или утицај на оне лобисте који нуде највишу компензацију, укључујући и, на пример, последњи чин у корист моћног клијента као што су индустријске групе које желе да избегну усвајање неких посебних правила о средини, друштву, или друга правила која су виђена као превише строга, итд. Тамо где је лобирање (довољно) регулисано, постаје могуће да се обезбеде јасни критеријуми и да се сматра да трговина утицајем укључује употребу „неприличног утицаја”, као у члану 12 Конвенције о Кривичном закону о корупцији (ЕТС 173)  Савета Европе.

### Покровитељство
Покровитељство се односи на фаворизовање присталица, на пример као запослење у влади. Ово може да буде законито, као када новоизабрана влада мења врховне званичнике у администрацији да би ефикасно применила своју политику. Може бити виђено као корупција ако ово значи да су уместо способнијих изабране некомпетентне особе, као исплата подршке режиму. У недемократијама многи владини званичници се често бирају због лојалности, а не способности. Могу да буду изабрани готово искључиво из одређене групе (на пример, Сунити у Ираку Садама Хусеина, номенклатура у Совјетском Савезу, или Јункерси у Царској Немачкој) која подржава режим у замену за такве услуге. Сличан проблем такође може да се види у Источној Европи, на пример у Румунији, где је влада често оптужена за покровитељство (када нова влада буде постављена, она брзо промени већину званичника у јавном сектору).

### Непотизам икронизам
Фаворизовање рођака (непотизам) или личних пријатеља (кронизам) од стране неког званичника облик је нелегитимне личне добити. Ово може да буде комбиновано са давањем мита, на пример захтевање да неко предузеће мора да запосли рођака неког званичника који контролише правила која имају утицаја на њега. Најекстремнији пример је када је читава држава наслеђена, као у Северној Кореји или Сирији. Нешто блажи облик могао би да буде у јужним државама Сједињених Држава са „добрим старим момцима”, где су искључене жене и мањине. Нешто блажи облик крионизма је „мрежа старог момка”, у којој су они који су номиновани за званичне положаје изабрани из затворене и ексклузивне друштвене мреже – као на пример свршени студенти одређених универзитета – уместо да се запосли најкомпетентнији кандидат.
Тражење да се нанесе штета непријатељима постаје корупција када су званичне моћи нелегално употребљене као средство да се ово постигне. На пример, измишљене оптужбе се често износе против новинара или писаца који износе политички осетљива питања, као што је, на пример, примање мита од стране политичара.

### Гомбинизам и парохијализам
Гомбинизам се односи на појединца који је непоштен и корумпиран у сврху сопствене користи, чешће новчане, док парохијализам, који је такође познат као парохијска пумпа према којој се политика односи тако што поставља локалне или пројекте сујете испред националног интереса. На пример, у ирској политици, популистичке политичке партије левице ће често применити ове услове на доминантне политичке партије на власти и цитираће многе случајеве корупције у Ирској као што су ирска банкарска криза, где су пронађени докази за давање мита, кронизам и тајне договоре, где су политичари којима се ближио крај политичке каријере у неким случајевима добили место старијег менаџера или положај у комитету у некој компанији са којом су пословали.

### Изборна превара
Изборна превара је противзаконито мешање у процес избора. Чин преваре утиче на број гласова на изборима да би се дошло до изборног резултата, било повећавањем броја гласова фаворизованог кандидата, смањивањем броја гласова супарничких кандидата, или оба. Ово се такође назива и гласачком преваром, а механизми који су укључени противзакониту регистрацију кандидата, застрашивање на гласачким местима, хаковање компјутера са изборним резултатима и неправилно бројање гласова.

### Проневера
Проневера је крађа поверених фондова. Политичка је када укључује јавни новац који је узео јавни службеник да би га користио било ко ко није наведен од стране јавности. Уобичајена врста проневере је лична употреба поверених владиних ресурса. На пример, када неки службеник додели јавним службеницима средства да реновирају његову кућу.

### Уграђивање
Уграђивање је део који иде неком службенику од противправних фондова измештених из његове/њене организације у организацију која је учествовала у корумпираној лицитацији. На пример, замислите да је неки политичар надлежан за избор како да се потроше неки јавни фондови. Он може да потпише уговор са компанијом која није најбољи понуђач, или да издвоји више него што заслужују. У овом случају, ова компанија има користи, а за узврат што је издао јавност, овај званичник добија свој део исплате, што је део исплате коју је добила компанија. Сама ова сума може да буде сав новац или део разлике између стварне (надувене) исплате компанији и (ниже) тржишне цене која би била исплаћена да је лицитација била такмичарска.
Још један пример уграђивања био би када би судија добио део профита који компанија остварује у замену за његову пресуду.
Уграђивање није ограничено на владине званичнике. Било која ситуација у којој су људи овлашћени да располажу фондовима који им не припадају подложна је овој врсти корупције.

### Неприродни савези (геополитички)
Неприродни савез је коалиција између наизглед супротстављених група за ад хок или скривену корист, углавном нека утицајна невладина група која формира везе са политичким партијама, обезбеђујући финансирање у замену за фаворизујући третман. Као и покровитељство, неприродни савези нису нужно незаконити, али насупрот покровитељству, због своје преварантске природе и често великих финансијских ресурса, неприродни савез може да буде много опаснији по јавни интерес. Овај термин је први употребио бивши председник Сједињених Држава Теодор „Теди” Рузвелт:
„Уништавање ове невидљиве Владе, разбијање неприродног савеза између корумпираних компанија и корумпираних политичара је први задатак државништва данас”. – Платформа Партије прогреса из 1912. године, која се приписује Рузвелту  и поново је наведена у његовој аутобиографији, где повезује трустове и монополе (Интересе произвођача шећера, Стандард Оил, итд.) са Вудро Вилсоном, Хауардом Тафтом и, сходно томе, обе главне политичке партије.

### Учешће у организованом криминалу
Илустративни пример званичног учешћа у организованом криминалу може да се нађе од 20-их и 30-их година 20. века у Шангају, где је Хуанг Јинронг био шеф полиције у француској концесији, док је истовремено био и шеф мафије и сарађивао са Ду Јуешенгом, локалним вођом. Ова веза је одржавала неометени проток профита од криминалних тајних коцкарница, проституције и рекета за заштиту.
Сједињене Државе оптужиле су владу Мануела Норијеге у Панами да је „наркоклептократија”, корумпирана влада која профитира на нелегалној трговини дрогом. Сједињене Државе су касније извршиле инвазију на Панаму и заробиле су Норијегу.

## Услови повољни за корупцију
Тврди се да су следећи услови повољни за корупцију:
- Мањак информација
- Недостатак законодавства о слободи информисања. Као контраст овоме, на пример: индијски Акт о праву на информације из 2005. године сагледава се као да је „већ изазвао масовне покрете у земљи која своју летаргичну, често корумпирану бирократију баца на колена и у потпуности мења једначине моћи”.[26]
- Недостатак истраживачког новинарства у локалним медијима.[27]
- Презир према, или занемаривање спровођења слободе говора и слободе штампе.
- Слаба рачуноводствена пракса, укључујући недостатак благовремене финансијске управе.
- Недостатак мерења корупције. На пример, коришћење регуларних испитивања домаћинстава и компанија да би се одредио степен перцепције корупције у различитим деловима земље или у различитим владиним институцијама може да повећа свест о корупцији и створи притисак за борбу против ње. Ово ће такође да омогући процену званичника који се боре против корупције и метода који се користе.
- Порески рајеви који опорезују сопствене грађане и компаније, али не и оне из других земаља и одбијају да открију информације неопходне за наплату пореза у иностранству. Ово омогућава политичку корупцију великих размера у страним државама.[28]
- Недостатак контроле владе.
- Недостатак цивилног друштва и невладиних организација које надгледају владу.
- Појединачни гласач може да има рационално незнање о политици, поготово на изборима на нивоу целе земље, пошто сваки глас има малу тежину.
- Слаба грађанска служба, и спор ритам реформе.
- Слаба владавина закона.
- Слаба законита професија.
- Слаба независност судова.
- Недостатак заштите узбуњивача.
- Владин пројекат одговорности
- Недостатак репера, тј. непрекидне детаљне процене процедура и поређења са другима који раде сличне ствари, у истој влади или у другим, поготово поређење са онима који најбоље раде. Перуанска организација Циудаданос ал Диа почела је да мери и пореди транспарентност, цене и ефикасност у различитим министарствима у влади у Перуу. Она сваке године награди најбољу праксу која добија широку медијску пажњу. Ово је створило такмичење између владиних агенција са циљем да се побољшају.[29]
- Поједини званичници рутински управљају готовином, уместо да исплаћују преко жиро рачуна или на посебној благајни – противзаконита подизања новца са надгледаних банковних рачуна је много теже сакрити.
- Јавни фондови су централизовани, а не расподељени. На пример, ако је 1.000 долара проневерено из локалне агенције која у фонду има 2.000 долара, то је лакше приметити него ако се проневери из националне агенције са фондом од 2.000.000 долара. Видите принцип подружница.
- Велике, ненадгледане јавне инвестиције.
- Плаћање непропорционално мање од просечног грађанина.
- Владине лиценце потребне да би се обављао посао, на пример увозне дозволе, охрабрују давање мита и уграђивање.
- Дугачко време проведено на истом радном месту може да створи односе у и ван владе који охрабрују и помажу да се прикрије корупција и фаворизовање. Ротирање владиних званичника на различите положаје и географске области може да помогне да се ово спречи. На пример, извесни службеници високог ранга у француским владиним службама (нпр. директор трезора) мора да се смењује сваких неколико година.
- Скупе политичке кампање, са трошковима који превазилазе нормалне изворе политичког финансирања, поготово када се финансирају новцем пореских обвезника.
- Мала група или породица која контролише већину кључних владиних министарстава. Недостатак закона који забрањује или ограничава број чланова исте породице који може да буде запослен у министарству.
- Мање интеракције са званичницима умањује могућност за корупцију. На пример, коришћење интернета за слање тражених информација, као што су молбе, порески обрасци, а онда њихова обрада аутоматизованим компјутерским системима. Ово такође може да убрза обраду и смањи случајне људске грешке. Погледајте е-Влада.
- Изненадна срећа код извоза обилних природних ресурса може да охрабри корупцију.[30]
- Рат и други облици сукоба у тесној су вези са сломом јавне безбедности.
- Друштвени услови.
- Само-интересне затворене клике и „мреже старих момака”.
- Друштвена структура сконцентрисана на породицу или племе, са традицијом непотизма/фаворизовања је прихватљива.
- Привреда поклона, као што је совјетски систем неформалних договора, појављује се у комунистичкој централно планираној привреди.
- Недостатак писмености и образовања међу становништвом.
- Честа дискриминација и силеџијство међу становништвом.
- Племенска солидарност, која даје погодности извесним етничким групама. У Индији, на пример, политички систем. Постало је уобичајено да се вођство над националним и регионалним партијама преноси с генерације на генерацију.[31][32]
- Стварање система у ком породица држи центар моћи. Неки примери су већином везани за дравидске партије јужне Индије, а такође и за Конгресну партију, која је једна од две главне политичке партије у Индији.
- Недостатак јаких закона који члановима исте породице забрањују да се такмиче на изборима и буду у канцеларији као у Индији где се на локалним изборима често такмиче чланови исте моћне породице тако што су у супротстављеним партијама, тако да ко год да буде изабран, та породица има огромну корист.

### Медији
Томас Џеферсон је приметио тежњу „функционера сваке владе ... да командује по својој вољи вољу и имовину оних који је чине. Нема депозита (за слободу и имовину) ... без информација. Тамо где је штампа слободна, и сваки човек у стању да чита, све је сигурно”.
Недавно истраживање подржава Џеферсонову тврдњу. Брунети и Ведер открили су „доказ значајног односа између више слободе штампе и мање корупције у великом попречном пресеку земаља”. Такође су представили „доказ који указује да је правац узрочности иде од више слободе штампе ка нижој корупцији”. Адсера, Буа и Пејн открили су да је повећање броја читалаца новина довело до повећане политичке одговорности и ниже корупције у подацима из отприлике 100 земаља и из различитих савезних држава у Сједињеним Државама.
Шнајдер и Стромберг су открили „да лоша спрега између новинских тржишта и политичких области смањује извештавање штампе о политици... Конгресмени о којима локална штампа мало пише мање раде за своје бираче: Мање је вероватно да ће сведочити на конгресним саслушањима ... Савезни трошак је мањи у областима где је мање извештавања у новинама о локалним члановима конгреса”. Шулхофер – Вол и Гаридо су открили да је у години пошто је 2007. затворен Синсинати Пост, „мање кандидата се такмичило за месну канцеларију у предграђима Кентакија која су се ослањала на Пост, било је вероватније да ће чиновници добити на поновним изборима, а излазност гласача и трошкови кампање су се смањили.
Једна анализа еволуције масовних медија у Сједињеним Државама и Европској унији од Другог светског рата приметила је мешовите резултате од пораста интернета: „Дигитална револуција је добра за слободу израза (и) информација (али) има мешовите ефекте слободу штампе”: Пореметила је традиционалне изворе финансирања, а нови облици интернет новинарства заменили су тек мајушни део онога што је изгубљено.

### Величина јавног сектора
Обимна и разноврсна јавна потрошња је, по себи, инхерентно у ризику од крионизма, уграђивања и проневера. Компликована правила и арбитражно понашање без надзора погоршава проблем. Ово је аргумент за приватизацију и дерегулацију. Противници приватизације овај аргумент виде као идеолошки. Аргумент да корупција неизоставно произилази из могућности ослабљена је постојањем земаља са мало или непостојећом корупцијом, али великим јавним секторима, као што су нордијске земље. Ове земље се рангирају високо на Индексу лакоће пословања, захваљујући добрим и често једноставним правилима, и имају чврсто установљену владавину закона. Према томе, захваљујући недостатку корупције пре свега, могу да имају велике јавне секторе а да не подстичу политичку корупцију. Скорашњи доказ који узима у обзир и количину трошкова и регулаторну сложеност открио је да демократије са великим приходима са проширеним државним секторима заиста имају веће нивое корупције.
Попут других владиних економских активности, такође и приватизација, као у продаји имовине у власништву владе, посебно је у ризику од крионизма. Приватизације у Русији, Латинској Америци и Источној Немачкој пратила је корупција широких размера током продаје компанија у власништву државе. Они са политичким везама непоштено су задобили велико богатство, што је дискредитовало приватизацију у овим регионима. Док су медији нашироко извештавали о великој корупцији која је пратила продаје, студије су тврдиле да је поред повећане оперативне ефикасности, дневна ситна корупција јесте, или ће бити, већа без приватизације, и да је корупција присутнија у неприватизованим секторима. Даље, постоје докази који предлажу да су ванзаконите и незваничне активности присутније у државама које су мање приватизовале.
У Европској унији, примењен је принцип ћерки фирми: владин сервис требало би да буде обезбеђен од стране најниже, најлокалније власти која у потпуности може да га обезбеди. Последица је да дистрибуција фондова у више случајева обесхрабрује проневеру, јер ће чак и мале суме које недостају бити примећене. Као контраст овоме, код централне власти, чак и малене пропорције јавних фондова могу да буду велике своте новца.

## Корупција у влади
Ако највиши ешалони влада такође искористе корупцију или проневеру из државног трезора, то се понекад назива неологизамклептотија. Чланови владе могу да искористе природне ресурсе (на пример, дијаманте и нафту у неколико истакнутих случајева) или продуктивне компаније у власништву државе. Известан број корумпираних влада се обогатио преко стране помоћи. Заиста, постоји позитивна узајамност између дотока помоћи и високих нивоа корупције у земљама које примају помоћ.
Корумпирани диктаторски режим типично за резултат има много година општих тешкоћа и патњи за огромну већину грађана док се цивилно друштво и владавина права дезинтегришу. Притом, корумпирани диктатори рутински игноришу економске и друштвене проблеме у свом покушају да још више увећају своје богатство и моћ.
Класични случај корумпираног, израбљивачког диктатора који се често даје је режим маршала Мобутуа Сесесека, који је владао Демократском Републиком Конго (коју је он назвао Заир) од 1965 – 1997. године. Каже се да је употреба термина клептократија задобила популарност углавном као одговор на потребу да се прецизно опише Мобутуов режим. Други класични случај је Нигерија, поготово под влашћу генерала Сани Абача, који је, де факто, био председник Нигерије од 1993. до своје смрти 1998. године. Њега бије глас да је украо неких 3 – 4 милијарди америчких долара. Он и његови рођаци се често спомињу у 419 писама преварама која тврде да нуде огромно богатство за „помоћ” у прању његовог украденог „богатства”, за које се у стварности испоставило да не постоји. Више од 400 милијарди долара је украдено из трезора од стране нигеријских вођа између 1960. и 1999.
Скоро су чланци у различитим финансијским часописима, поготово у Форбс магазину, указали на Фидела Кастра, генералног секретара Републике Кубе од 1959. до своје смрти 2016. године, да је вероватно био корисник од отприлике 900 милиона долара, на основу „његове контроле” компанија у власништву државе. Противници његовог режима тврде да је користио новац који је увећао кроз продају наркотика, међународне зајмове, и конфискацију приватне имовине да би се обогатили он и његови политички пријатељи који његово диктаторство на окупу, и да је 900 милиона долара које је Форбс објавио тек део његове имовине, мада то треба да буде доказано.

## Корупција у правосуђу
Постоје два метода корупције у правосуђу: државни (кроз планирање буџета и разне привилегије), и приватни. Буџет правосуђа у многим земљама у транзицији и земљама у развоју готово у потпуности контролише представник извршне власти. Он подрива раздвајање моћи, пошто то ствара критичну финансијску зависност правосуђа. Одговарајућа дистрибуција националног богатства укључујући владине трошкове на правосуђе предмет је уставне економије. Може да буде тешко да се у потпуности искорени корупција у правосуђу, чак и у развијеним земљама.

## У Фикцији
- Финансијер (1912)
- Титан (1914)
- Стоик (1947)
- Вашингтонски рингишпил (1932)
- Атлас је слегао раменима (1957)
- Додир зла (1958)
- Владин инспектор (1836)
- Демократија (1880)
- Болесно штене (1999)
- Животињска фарма (1945)
- Дан обуке (2001)
- Излазне ране (2001)
- Амерички гангстер (2007)
- Сви краљеви људи (1946)
- Гумапанг Ка Са Лусак (1990)
- Са Кабила нг Лахат (1991)
- Гуру (2007)
- Иза лепих заувек (2012)
- Кућа карата (2013)

## Такође погледајте
- Transparensi internašonal
- Списак антикорупцијских агенција
- Бакшиш
- Комитологија
- Сукоб интереса
- Корупција
- Дужна марљивост
- Владин неуспех
- Трговина утицајем
- Злоупотреба у канцеларији
- Плати да играш
- Прање политике
- Политичка класа
- Политичка коректност
- Политичка корупција у Сједињеним Државама
- Политичка машина
- Регулаторно хватање
- Избегавање пореза
- Велика влада